# José Manuel Velásquez
José Manuel Velásquez Castillo (Lima, 4 de juny de 1952) és un exfutbolista peruà de la dècada de 1970.
Va formar part de l'equip peruà a la Copa del Món de 1978 i de 1982. També guanyà la Copa Amèrica de futbol de 1975.
Pel que fa a clubs, defensà els colors d'Alianza Lima, Independiente Medellín, Hèrcules CF o Deportes Iquique.

## Palmarès
Alianza Lima
- Lliga peruana de futbol: 1975, 1977, 1978

Perú
- Copa Amèrica: 1975